# FC Kuressaare
FC Kuressaare is een Estische voetbalclub uit Kuressaare, een stad op het eiland Saaremaa. Het is de enige profclub op het eiland. De clubkleur is geel.

## Geschiedenis
De club werd in 1997 opgericht en speelt haar thuiswedstrijden in het Kuressaare linnastaadion. In het eerste jaar na de oprichting werd al promotie bewerkstelligd naar de Esiliiga. In 1999 werd het kampioenschap behaald en ging het voor het eerst in de Meistriliiga spelen. In het debuutseizoen op het hoogste niveau eindigde FC Kuressaare op de zevende plaats, het jaar erna in 2001 degradeerde het na een achtste en laatste plaats in de eindrangschikking.
Sinds de oprichting schippert de club tussen de Esiliiga en de Meistriliiga. In 2015 degradeerde FC Kuressaare naar het derde niveau, de Esiliiga B, maar promoveerde in 2016 als kampioen weer terug. Vanaf 2018 speelt de vereniging weer op het hoogste voetbalniveau van Estland.
Saaremaa JK heeft nauwe banden met FC Kuressaare.

## Erelijst
Esiliiga
Kampioen: 1999
Esiliiga B
Kampioen: 2016
III liiga (west)
Kampioen: 1998

## Eindklasseringen vanaf 1998
| 1 |

| 6 |

| 1 |

| 7 |

| 8 |

| 2 |

| 8 |

| 5 |

| 9 |

| 2 |

| 9 |

| 2 |

| 8 |

| 9 |

| 9 |

| 8 |

| 10 |

| 7 |

| 10 |

| 1 |

| 5 |

| 9 |

| 9 |

| 9 |

| 7 |

| 5 |

| 7 |

| 8 |

| Meistriliiga | Esiliiga | Esiliiga B | III liiga |

De Esiliiga B startte in 2013. Daarvoor was de Liiga II het derde voetbalniveau in Estland.